# Ujęcie wody

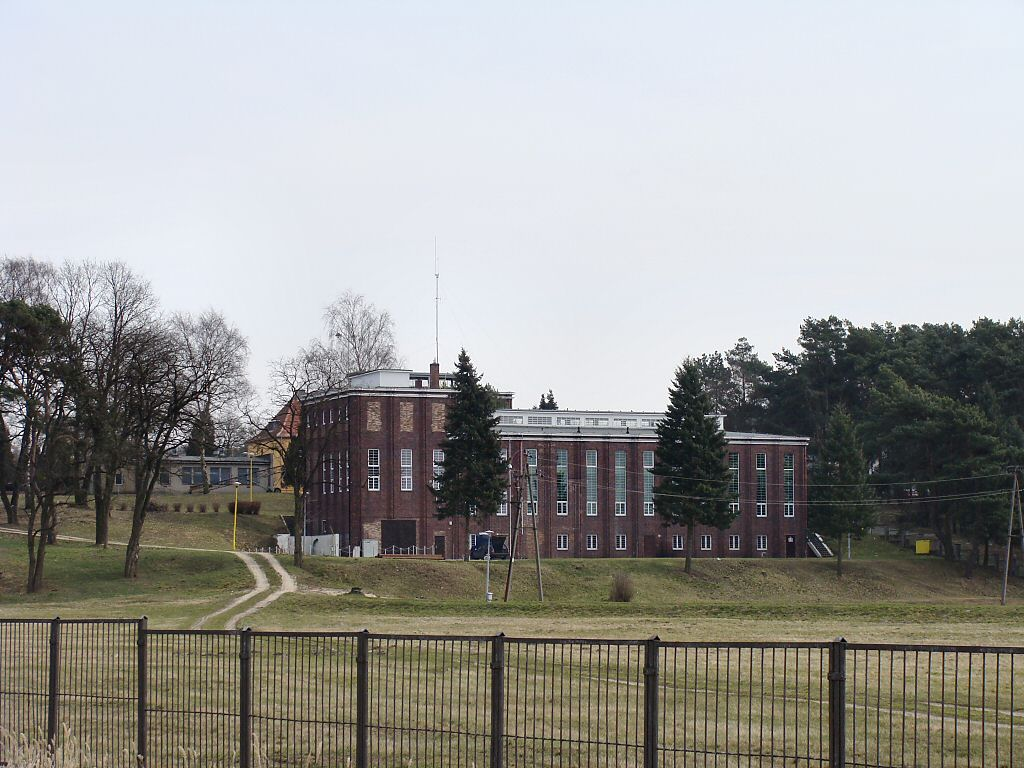
Ujęcie wody w Szczecinie, na Pilchowie

Ujęcie wody – zespół budowli i powiązanych z nimi urządzeń, przeznaczonych do poboru wody dla potrzeb gospodarczych i bytowych. Ujęcia wody ze względu na źródło, z którego pobierana jest woda, można podzielić na ujęcia wód podziemnych i ujęcia wód powierzchniowych.
Z istnieniem ujęć wód powierzchniowych często wiąże się konieczność budowy stopnia wodnego w celu utrzymania stałego poziomu wody (stały eksploatacyjny poziom piętrzenia – normalny poziom piętrzenia: NPP), zapewniającego prawidłową pracę urządzeń ujęcia wody, zagwarantowanej zapewnieniem w ten sposób odpowiedniego zanurzenia smoków pomp. W takim przypadku ujęcie wody następuje ze stanowiska górnego stopnia wodnego, a wlot umożliwiający pobór wody zlokalizowany jest w pobliżu stopnia lub w pewnej odległości, ale zawsze w zasięgu oddziaływania budowli piętrzącej. W przypadku ujęć wody o dużym poborze, niezbędna może być budowa odpowiedniego zbiornika retencyjnego umożliwiającego gromadzenie wody w okresach zwiększonego zasilania w wodę (tj. na obszarze Polski w okresach dwóch fal powodziowych: roztopowej – wiosennej i opadowej – letniej), w celu zapewnienia dostaw wody na odpowiednim poziomie w okresach o zbyt małym zasilaniu w wodę. Przykładami takich zbiorników są w Polsce np. zbiorniki Goczałkowice, Tresna i Dziećkowice dla Górnego Śląska, zbiornik Dobczyce dla Krakowa, czy zbiornik Sulejów dla Łodzi.
Dla małych ujęć nie jest konieczna budowa wielu dodatkowych budowli hydrotechnicznych, często wystarczające jest wykonanie tylko niewielkich, odpowiednich budowli regulacyjnych. Ujęcie takie ma postać rurociągu wpuszczonego do cieku. Na jego końcu umieszcza się kosz ssący połączony z agregatem pompowym. Jego położenie musi być takie aby nie dochodziło do zamuleń i mechanicznych uszkodzeń.
Dla dużych ujęć wody stosuje się, na ile to możliwe, grawitacyjny pobór wody, kanałem otwartym. Dodatkowy wymóg to eliminacja z pobieranej wody niesionego przez ciek rumowiska. Nie jest to możliwe aby całkowicie oddzielić rumowisko na tym etapie poboru wody, ale poprzez odpowiednie ukształtowanie wlotu i jego położenie względem cieku, a także zastosowanie dodatkowych budowli regulacyjnych, np. tam poprzecznych (ostróg), można znacząco zredukować ilość rumowiska dostającego się do kanału ujęcia wodnego. Niezbędna jest również możliwość regulacji ilości pobieranej wody. Stosuje się w tym celu na wlotach do kanału wodnego specjalną śluzę wodną – ujęciową, z urządzeniami do regulacji pobieranej wody z uwzględnieniem możliwości wahań wody na stanowisku górnym (wlotowym).